# Karbon
Karbon — свободный векторный графический редактор, часть проектов Calligra Suite и KDE. Прежние названия: KIllustrator, Kontour, Karbon14. Название Karbon14 происходило от сочетания KDE и Carbon-14 (радиоактивный изотоп углерод-14).

## Свойства
Karbon — простой векторный графический редактор с обычным набором функций.
- Открывает графические файлы в форматах ODG, SVG, WPG, WMF, EPS/PS
- Сохраняет изображение в форматах ODG, SVG, PNG, PDF, WMF